# دلقک
دَلْقَک (یا تلخک) فردی است که حرکاتی برای خنده و تفریح تماشاگران انجام می‌دهد. از ویژگی‌های ظاهری دلقک‌ها که آنها را خنده‌‌دار و بامزه می‌کنند می‌توان به کلاه گیس‌های رنگی آنها که اغلب فر هستند و دماغ های گرد پلاستیکی قرمز رنگشان اشاره کرد. 

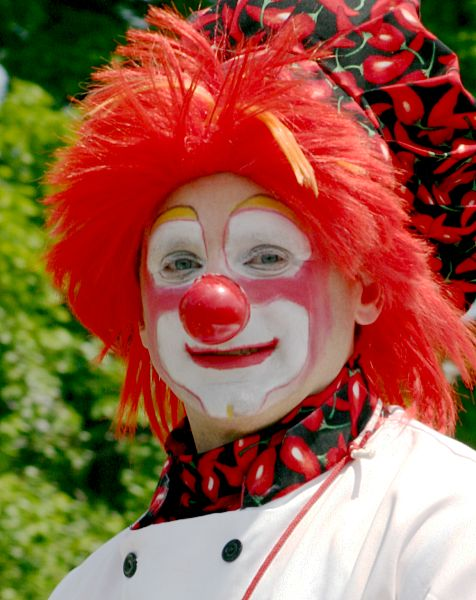
دلقکی در روز یادبود در آمریکا، سال ۲۰۰۴ م.

## واژه‌شناسی
واژهٔ دلقک معرب طلخک، دلخک یا تلخک می‌باشد.

## دلقک‌های مشهور

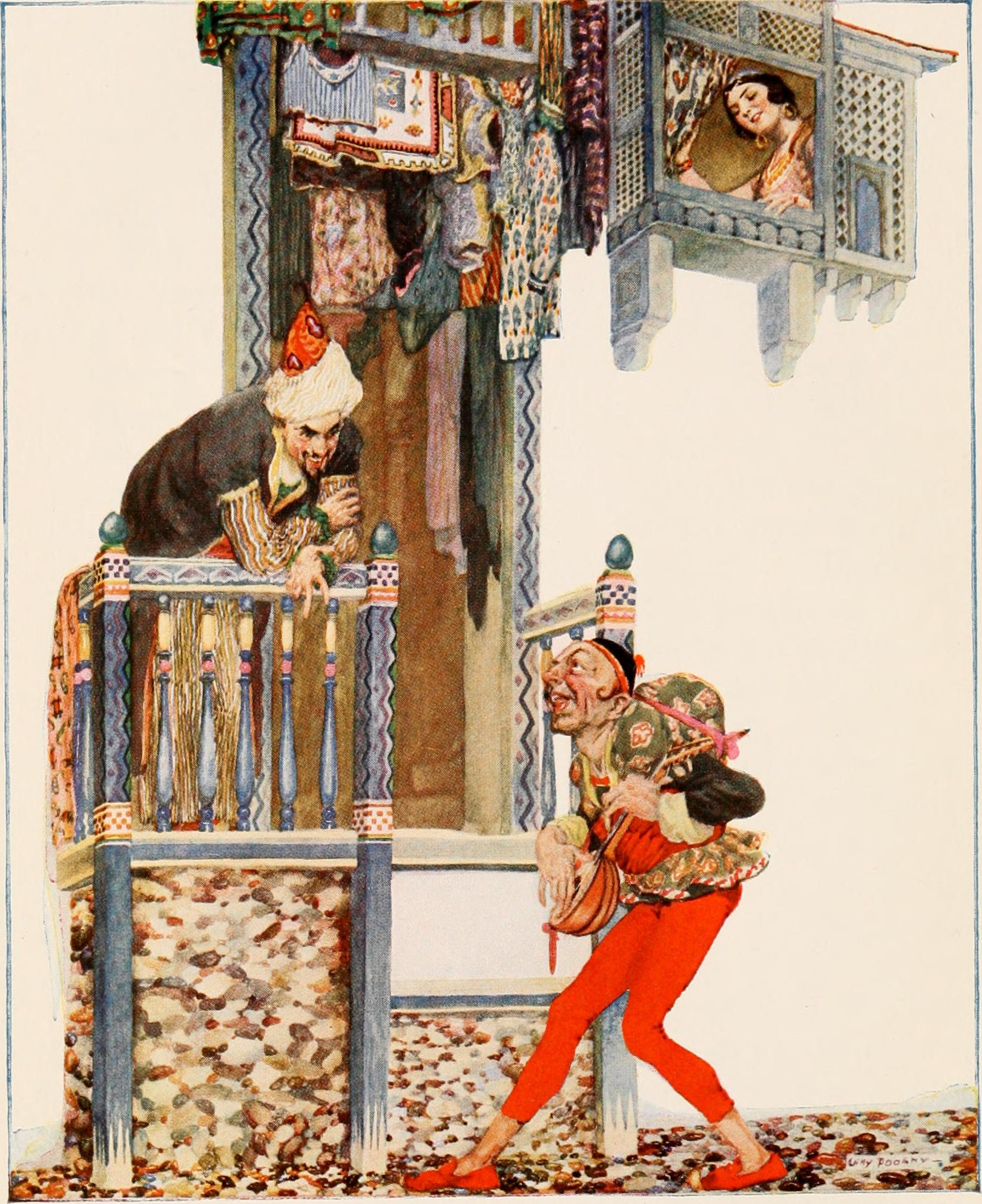
نقاشی ۱۹۱۵م، الهام‌گرفته از هزار و یک شب

دلقک معلوم نیست عاقل است یا دیوانه، دروغگوست یا راستگو، گستاخ است یا مهربان. او مخاطبانش را می‌خنداند، دیگران را مسخره می‌کند اما خود نیز مسخره می‌شود، آزار می‌بیند و گاه کتک می‌خورد.
معروف‌ترین دلقک‌هایی که نامشان در تاریخ‌های حوزه زبان فارسی ثبت شده‌است عبارتند از:
- طلخک (که واژهٔ دلقک از آن است) دلقک سلطان محمود غزنوی
- پونه، دلقک طرخان علاءالدین خلج
- جعفرک، دلقک دربار ملک شاه سلجوقی
- کل‌عنایت، دلقک شاه عباس کبیر
- لوطی صالح، دلقک کریم خان زند که بعدها گرفتار خشم آقا محمد خان قاجار شد.
- کریم شیره‌ای، شیخ حسین (معروف به شیخ شیپور)، شیخ کرنا، شغال‌الملک (یا شغال‌الدوله)، اسمعیل بزاز، علیون، دلقک‌های ناصرالدین شاه قاجار
- شیخ حمدالله، دلقک ظل السلطان
- حاج میرزا زکی خان (معروف به چلغوز میرزا)، دلقک احمد شاه قاجار
- ابوالحسن دمشقی، در دستگاه خلیفه هارون الرشید
- ابوالعنبس، در دستگاه خلیفه متوکل
- تریبوله و دومی نیک دلقک‌های دربار فرانسوای اول و لویی چهاردهم
- بروسکه، دلقک دربار هانری دوم و فرانسوای دوم
- کالامبرگ، دلقک معروف ایتالیایی

## نگارخانه

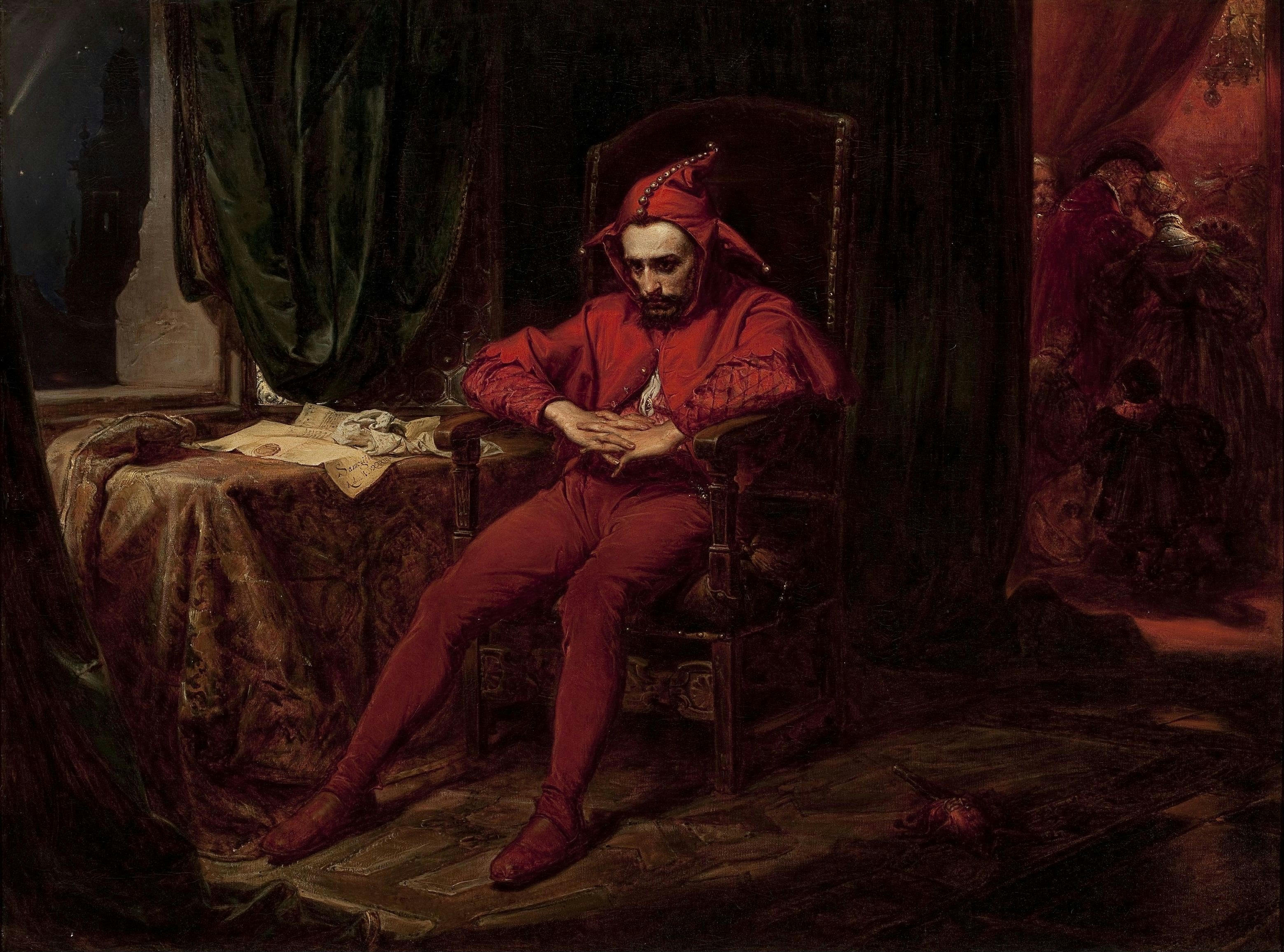
استانچیک اثر یان ماتیکو